# دانييلا كاستنر
دانييلا كاستنر،  (بالإنجليزية: Daniela Castner)‏، (ولدت في 16 مايو 1948 في برلين) هي عالمة نفس وكاتبة ألمانية.
درست علم النفس والتربية والفلسفة في برلين، وحصلت على درجة الماجستير. عملت أخصائية تربوية للناشئين ومدربة في العديد من الأماكن. ثم مدرسة لمادة الفلسفة في كلية الفن في براونشفايغ، ثم انتقلت إلى فيينا، وبدأت العمل في الإذاعة النمساوية والعديد من وسائل الإعلام. ثم بداية من عام 1993 عملت في العديد من المجالات منها الاستشارة الاقتصادية والتنمية البشرية والمنظمة والإشراف والتدريب الرياضي.
وبجوار كل تلك الوظائف نشرت ثلاثة كتب منذ عام 1985 وكلها أعمال قصصية. وفي عام 1986 اشتركت في مسابقة إنجيبورغ باخمان في كلاغنفورت. وحصلت في عام 1981 على الجائزة الأدبية التشجيعية من ولاية نيدرزاكسن. وفي عام 1986 على الجائزة الثقافية من دائرة بينيبرج.